# Nút thuyền chài

Nút thuyền chài

Nút thuyền chài, còn gọi là nút quai chèo (clove hitch), là một loại nút dây thường dùng để buộc dây thuyền vào cọc trên bờ hay dùng để buộc đầu lều (cắm trại). Nó cũng được dùng như nút khởi đầu cho các nút ráp (tháp) cây.

## Cách tạo nút thuyền chài
Trước tiên quấn một vòng quanh cột hay cọc với đầu dây ngắn nằm bên trên vòng dây vừa tạo. Quấn đầu dây ngắn quanh cột thêm một vòng và luồn đầu dây ngắn bên dưới vòng quấn. Kéo đầu dây xiết chặt.
Xem minh họa cách tạo nút thuyền chài Lưu trữ ngày 13 tháng 10 năm 2007 tại Wayback Machine